# Callopistria rubrivena
Callopistria rubrivena är en fjärilsart som beskrevs av W. Warren 1911. Callopistria rubrivena ingår i släktet Callopistria och familjen nattflyn. Inga underarter finns listade i Catalogue of Life.